# Alisa Freindlich
Alisa Brunovna Freindlich (en ruso: Али́са Бру́новна Фре́йндлих, nacido el 8 de diciembre de 1934 en Leningrado, Unión Soviética ) es una actriz soviética y rusa. Fue considerada Artista del pueblo de la URSS en 1981. Desde 1983, es una actriz principal del Teatro Bolshoi en San Petersburgo, Rusia.

## Biografía
Alisa Freindlich nació en la familia de Bruno Freindlich, un destacado actor y artista popular de la URSS. Es de ascendencia alemana y rusa. Su padre y parientes paternos eran alemanes étnicos viviendo en Rusia durante más de un siglo. En su infancia, asistió a las clases de teatro y música del Palacio de Pioneros de Leningrado. Durante la Segunda Guerra Mundial sobrevivió al asedio nazi de Leningrado, que duró 900 días, y continuó sus estudios escolares después de la guerra. 
En la década de 1950 estudió actuación en el Instituto Estatal de Teatro, Música y Cine de Leningrado y se graduó en 1957 como actriz. De 1957 a 1961, fue miembro de la compañía del Teatro Komissarjevsky en Leningrado. Luego se unió a la compañía de teatro Lensovet, pero en 1982, lo dejó después de su divorcio del director del teatro, Igor Vladimirov. Acto seguido, el director Georgy Tovstonogov la invitó a unirse a la compañía de Teatro Bolshoi.
Protagonizó varias películas notables, incluida la comedia de Eldar Riazanov, Office Romance (1977), la épica Agony (1975) y ficción de Tarkovsky, Stalker (1979). Otro papel notable fue el de la reina Ana de Austria en la serie de televisión soviética D'Artagnan y Three Musketeers (1978) y sus posteriores secuelas rusas, Musketeers Twenty Years After (1992) y The Secret of Queen Anne o Musketeers Thirty Years After (1993) . 
En su 70 cumpleaños, el departamento de Freindlich en San Petersburgo fue visitado por Vladímir Putin, quien la premió con la decoración estatal de la Federación Rusa. También recibió un Premio Nika en 2005.
A partir de 2019, se presenta en nueve producciones del teatro de Bolshoi en San Petersburgo, donde es una actriz principal.

## Filmografía
- Unfinished Story (1955)
- Talents and Admirers (1955)
- Immortal Song (1957)
- The City Lightens Up (1958)
- The Story Of Newlyweds (1959)
- Striped Trip (1961)
- Fro (1964)
- The First Visitor (1965)
- Adventures of a Dentist (1965)
- The Twelve Chairs (1966)
- To Love (1968)
- The Waltz (1969)
- Madrid (1969)
- Family Happiness (1969)
- Yesterday, Today and Forever (1969)
- The Secret of the Iron Door (1970)
- My Life (1972)
- Acting As (1973)
- Melodies of Vera Quarter (1973)
- The Taming of the Shrew (1973)
- Anna and Commodore (1974)
- The Straw Hat (1974)
- Agony (1974)
- Blue Puppy (voice) (1976)
- Office Romance (1977)
- The Princess and the Pea (1977)
- Agony (1975/1984)
- Stalker (1979)
- D'Artagnan y los tres mosqueteros (1978)
- A Cruel Romance (1984)
- A Simple Death (1985)
- Musketeers Twenty Years After (1992)
- The Secret of Queen Anne or Musketeers Thirty Years After (1993)
- On Upper Maslovka (2004)
- A Room and a Half (2009)
- The Return of the Musketeers, or The Treasures of Cardinal Mazarin (2009)
- Bolshoi (2017)